# Patrick Foliot
Patrick Foliot (né le 1er mars 1964) est un gardien de but français de hockey sur glace. Il a remporté deux trophées Jean-Ferrand et a été le gardien de l'équipe de France, avec laquelle il a participé aux Jeux olympiques d'hiver de 1988.
Son fils Andy Foliot est également un hockeyeur notable.

## Palmarès

### Joueur
Avec les Boucs de Megève
- Champion de France :
  - 1984

Avec les Aigles du Mont-Blanc
- Champion de France :
  - 1987
  - 1988

## Trophées et honneurs personnels
- Trophée Jean-Ferrand (meilleur gardien du  championnat de France) en 1984, 1987
- Trophée Raymond-Dewas (joueur le plus fair-play de la saison du championnat de France) en 1990 et 1991